# プレフェン酸デヒドロゲナーゼ
プレフェン酸デヒドロゲナーゼ（prephenate dehydrogenase）は、フェニルアラニン・チロシン・トリプトファン生合成、ノボビオシン生合成酵素の一つで、次の化学反応を触媒する酸化還元酵素である。
プレフェン酸 + NAD+ {\displaystyle \rightleftharpoons } 4-ヒドロキシフェニルピルビン酸 + CO2 + NADH
反応式の通り、この酵素の基質はプレフェン酸とNAD+、生成物は4-ヒドロキシフェニルピルビン酸と二酸化炭素とNADHとH+である。
組織名はprephenate:NAD+ oxidoreductase (decarboxylating)で、別名にhydroxyphenylpyruvate synthase, chorismate mutase---prephenate dehydrogenaseがある。